# Comuna Kirove, Korsun-Șevcenkivskîi
Kirove (în ucraineană Кірове) este o comună în raionul Korsun-Șevcenkivskîi, regiunea Cerkasî, Ucraina, formată din satele Kirove (reședința) și Paskiv.

## Demografie
Componența lingvistică a comunei Kirove
     Ucraineană (98,74%)
     Rusă (1,26%)
Conform recensământului din 2001, majoritatea populației comunei Kirove era vorbitoare de ucraineană (98,74%), existând în minoritate și vorbitori de rusă (1,26%).